# Oswaldo Brenes Álvarez
Oswaldo Brenes Álvarez (ur. 5 sierpnia 1942 w Liberii, zm. 11 lutego 2013) – kostarykański duchowny katolicki, biskup diecezjalny Ciudad Quesada w latach 2008-2012.

## Życiorys
Święcenia kapłańskie otrzymał 18 grudnia 1966 i został inkardynowany do diecezji Tilarán. Pracował głównie jako duszpasterz parafialny, był także m.in. wicerektorem i rektorem seminarium centralnego oraz wikariuszem generalnym diecezji.
19 marca 2008 papież Benedykt XVI mianował go biskupem diecezjalnym Ciudad Quesada. 24 maja 2008 z rąk arcybiskupa Osvalda Padilli przyjął sakrę biskupią. 31 grudnia 2012 ze względu na stan zdrowia złożył rezygnację z zajmowanej funkcji.
Zmarł na raka 11 lutego 2013.